# FTR Moto
La FTR Moto (Fabrication Techniques Racing) è stato un costruttore britannico di parti per motociclette, in particolare telai per competizioni.
Ha partecipato nel motomondiale col proprio nome a partire dal 2010, nella classe Moto2, e dal 2012 anche nelle classi MotoGP e Moto3. Dal 2014 le apparizioni sono diventate sporadiche e limitate ad alcune wild card, fino alla chiusura dell'azienda avvenuta nel 2017.

## Storia

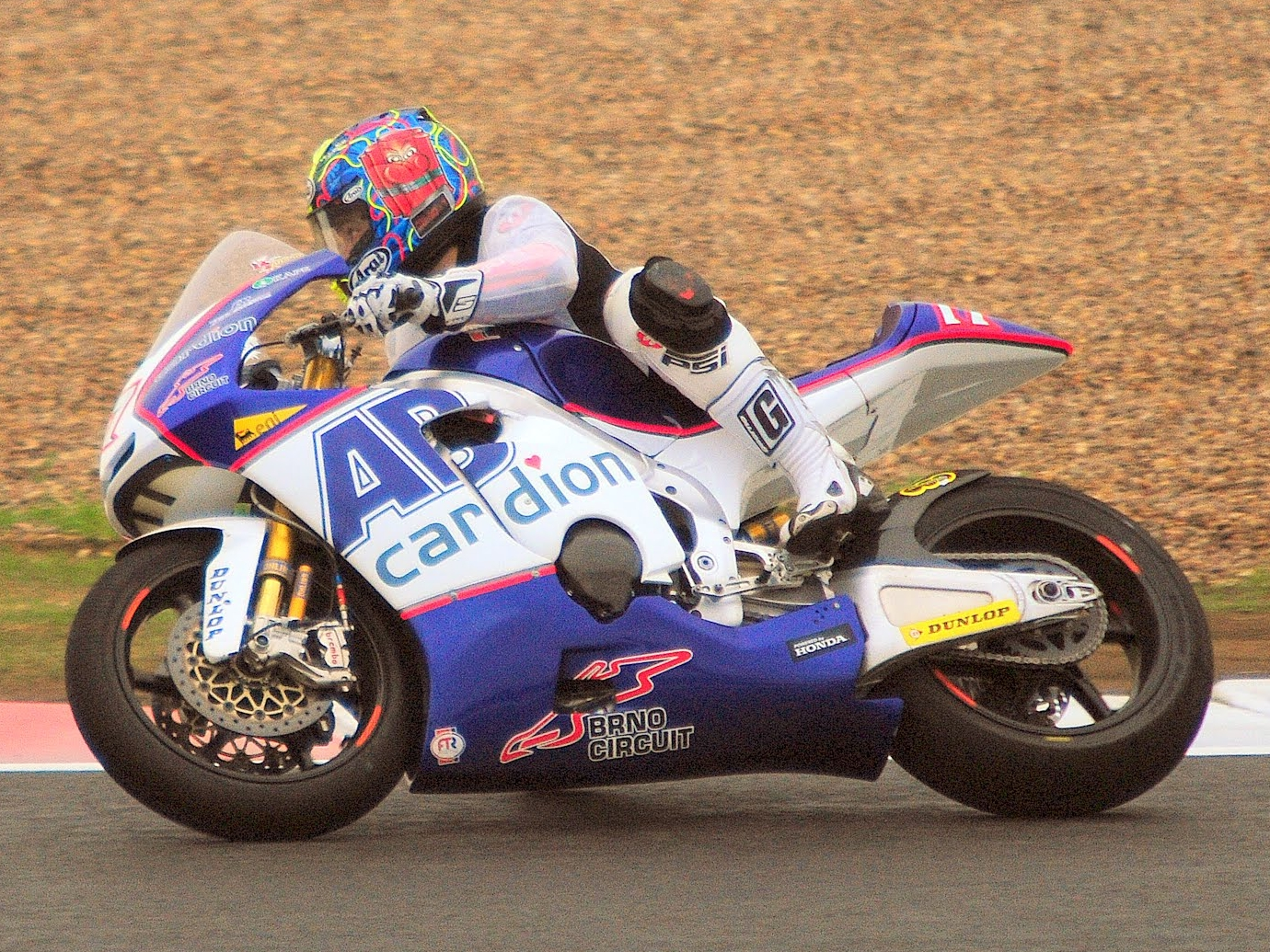
Abraham sulla FTR M210 del team Cardion AB Motoracing nel 2010.

L'azienda è stata fondata da Steve Bones nel 1994 col nome di Fabrication Techniques e nel corso della sua storia ha fornito componenti per le moto di diverse squadre sia nel motomondiale, come il Team Roberts, sia nel mondiale Superbike, producendo anche alcune parti, tra cui il telaio, della Petronas FP1.
Nel 2009 il nome viene cambiato in FTR Moto.

### Motomondiale
A partire dal 2010, con l'introduzione della classe Moto2, la FTR fornisce il proprio telaio, denominato M210. Nel 2010 Karel Abraham nel Gran Premio della Comunità Valenciana ha colto l'unica vittoria nella categoria per questo costruttore, che si è piazzato al 5º posto nella classifica relativa. Nel 2011 la FTR M211 si è invece classificata in terza posizione, senza però far registrare vittorie.
Nel 2012 fa proseguire la fornitura in Moto2 ed estende il proprio impegno anche alla classe MotoGP, producendo una moto per le squadre CRT, la MGP12, che viene portata in gara dal team Gresini, con un motore Honda; equipaggia inoltre il team Avintia Racing, le cui moto sono dotate di un propulsore Kawasaki. L'azienda si presenta al via anche nella categoria Moto3, nella quale fornisce la M312 motorizzata Honda a diversi team. In questa classe, in occasione del GP inaugurale in Qatar, Maverick Viñales vince la prima gara per il costruttore. A fine stagione FTR ottiene sette vittorie e il secondo posto finale in classifica costruttori Moto3. In Moto2 conquista invece una vittoria con Alex De Angelis.
Nel 2012 l'azienda viene acquisita dalla Heads of the Valleys Development Company, un'impresa coinvolta nel progetto di un nuovo autodromo in Galles. Nonostante i buoni risultati sportivi, però, la FTR inizia ad affrontare difficoltà economiche.
Per il 2013 la FTR equipaggia tre squadre di classe MotoGP, oltre a Gresini e Avintia si aggiunge Forward Racing. Con una FTR motorizzata Kawasaki del team svizzero, Colin Edwards conclude la stagione al secondo posto tra i piloti CRT. Continuano anche le forniture a diversi team di Moto3 ma i risultati sono molto inferiori alla stagione precedente.
Per il 2014 il team Forward Racing si accorda con FTR per la fornitura di telai Moto2 oltre a confermare l'impegno in MotoGP dove il nuovo telaio FTR avrebbe dovuto essere equipaggiato con un propulsore Yamaha, ma il costruttore inglese non riesce a rispettare la fornitura costringendo la squadra a ripiegare su altre soluzioni. 
La produzione dei telai viene infatti sospesa poiché i nuovi proprietari intendono spostare l'attività presso il circuito gallese, la cui realizzazione però a sua volta stenta ad avviarsi a causa della mancanza di fondi.
Inoltre il capo progettista Mark Taylor lascia FTR per collaborare con Harris Performance nella realizzazione di un telaio MotoGP 2015 per Forward Racing.
Nel 2016 FTR Moto viene dichiarata insolvente e l'anno seguente chiude a seguito del fallimento della società madre Heads of the Valleys Development Company.

### Europeo FIM CEV Moto2
A partire dalla stagione 2015 la classe Moto2 del campeonato de España de Velocidad viene elevata al rango di campionato europeo. In questo anno scendono in pista cinque M211, tra i piloti il meglio piazzato è l'austriaco Marco Nekvasil che ottiene diciotto punti. Nel 2016 l'unico pilota titolare è Thomas Gradinger che chiude ventiseiesimo.